# 11142 Facchini
11142 Facchini eller 1997 AP17 är en asteroid i huvudbältet som upptäcktes den 7 januari 1997 av den italienske astronomen Vincenzo Silvano Casulli vid Colleverde-observatoriet. Den är uppkallad efter den italienske amatörastronomen Renato Facchini.
Asteroiden har en diameter på ungefär 6 kilometer och den tillhör asteroidgruppen Eos.